# Wärmehysterese

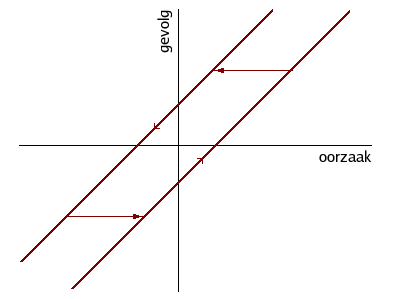
Wegabhängigkeit der Ursache und Wirkung (Hysterese)

Unter Wärmehysterese oder thermischer Hysterese (TH) wird der Unterschied (die Hysterese) zwischen den Schmelz- und Erstarrungspunkten einer Lösung verstanden.

## Eigenschaften
Die Wärmehysterese kann in der Veränderung einer temperaturabhängigen Eigenschaft mancher Lösungen beobachtet werden: Ändert sich diese bei Erwärmung und Abkühlung um den gleichen Faktor, aber in unterschiedlichem Maße, so spricht man von Wärmehysterese. Die Trennung der Schmelz- und Gefriertemperatur wird als thermische Hysterese bezeichnet. Die Temperatur, bei der es zu Eisformation kommt, wird in diesem Zusammenhang als Hysterese-Gefrierpunkt bezeichnet.

## Wärmehysterese in biologischen Systemen

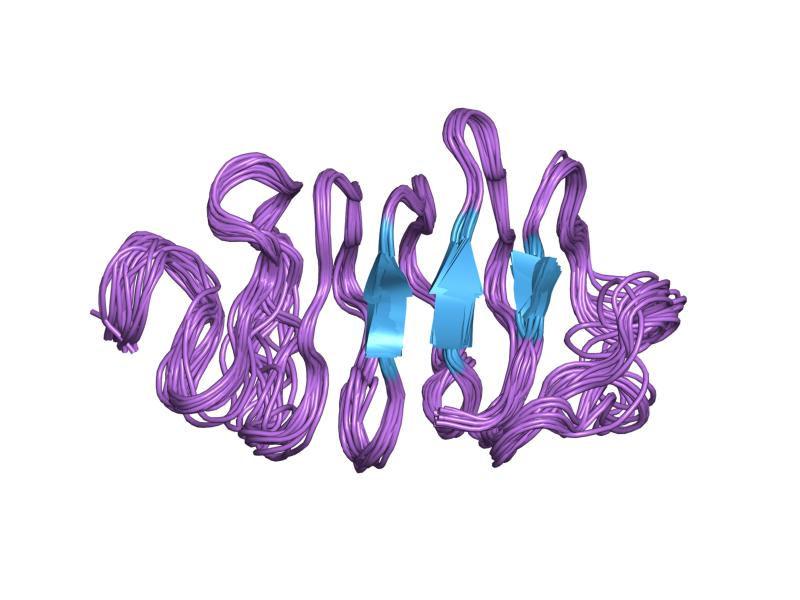
Das für Wärmehysterese verantwortliche Anti-Frost-Protein aus Choristoneura fumiferana

Wärmehysterese in Lebewesen deutet auf das Vorhandensein biologischer Gefrierschutzmittel hin (beispielsweise Frostschutzproteinen, synonym thermale Hystereseproteine) und wurde in Tieren, Pflanzen, Bakterien und Pilzen beschrieben. Diese Proteine erzeugen eine Gefrierpunktserniedrigung und verringern die Bildung von Eiskristallen, indem sie in nicht-kolligativer Weise an die Oberfläche der entstehenden Eiskristalle binden.
Das Verhalten einer Reihe synthetischer Nukleinsäuren in Wasser-Methanol-Mischungen bei tieferen Temperaturen ist ebenfalls verzögert im Sinne einer Wärmehysterese.